# Roman Sadovsky
Roman Sadovsky (* 31. Mai 1999 in Toronto) ist ein kanadischer Eiskunstläufer, der im Einzellauf antritt. Er ist der Kanadische Meister des Jahres 2020 und vertrat Kanada bei den Olympischen Winterspielen 2022.

## Persönliches
Roman Sadovskys Eltern wanderten aus der Ukraine nach Kanada ein. Sadovsky begann als kleines Kind mit dem Eislaufen, ursprünglich mit dem Wunsch, Eishockey zu spielen. Er nahm als Kind auch an Wettbewerben im Schwimmen teil.
Unter seinem Spitznamen Romsky betreibt er einen YouTube-Kanal, der 26.800 mal abonniert wurde (Stand: Januar 2023). Darin berichtet er von seinem Alltag als Spitzensportler.

## Sportliche Karriere

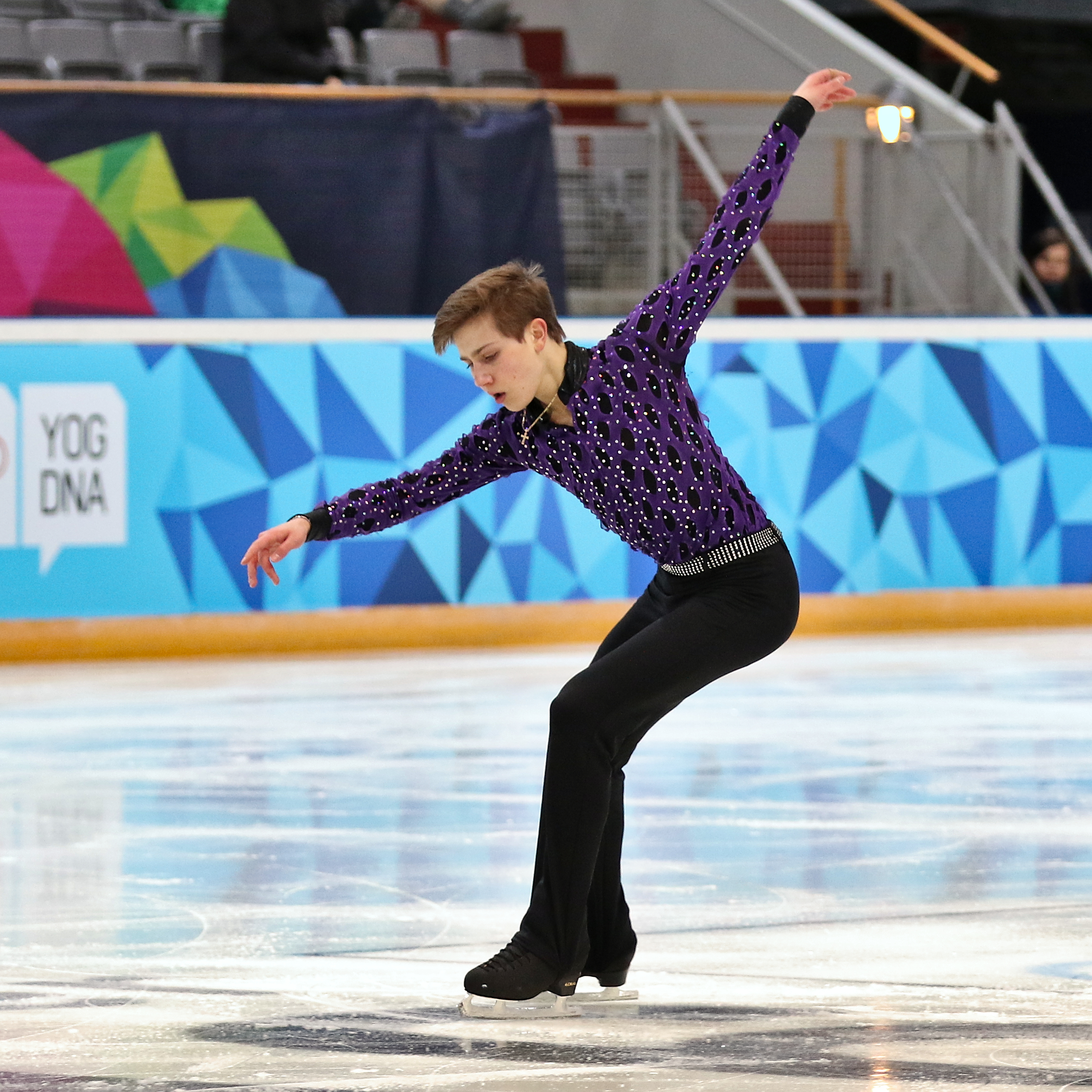
Roman Sadovsky bei den Olympischen Jugend-Winterspielen 2016

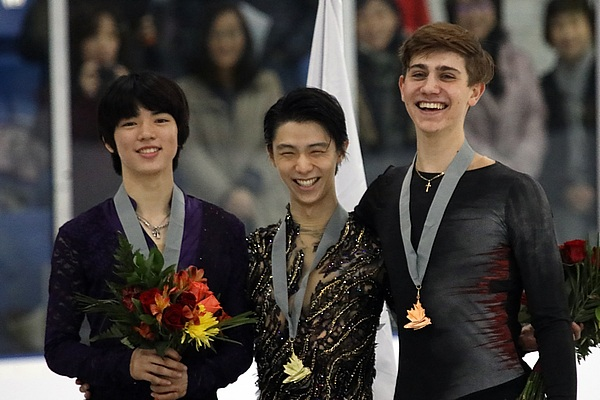
Roman Sadovsky (rechts) mit Yuzuru Hanyū (Mitte) und Cha Jun-hwan (links) bei der Siegerehrung der Autumn Classic 2018

Roman Sadovsky begann seine internationale Junior-Karriere mit knapp 13 Jahren als der jüngste Teilnehmer im internationalen Wettbewerb der Saison 2012/13. Beim Junior Grand Prix in den USA gewann er eine Bronzemedaille. In den folgenden vier Jahren gewann er vier weitere Medaillen, darunter zwei Goldmedaillen, im Junior Grand Prix und qualifizierte sich zweimal für das Finale. Bei den Juniorenweltmeisterschaften war seine höchste Platzierung der 13. Platz. 2016 nahm Sadovsky an den Olympischen Jugend-Winterspielen in Lillehammer statt, wo er den 4. Platz erreichte.
In seiner Juniorenzeit trainierte Sadovsky erst bei Allen Carson, dann bei Tracy Wainman und Gregor Filipowski. Zu Beginn seiner Senioren-Karriere wechselte er für kurze Zeit zu Brian Orser und Lee Barkell, kehrte aber zu Wainman und Filipowski zurück. Seine Choreografien entwickelten überwiegend David Wilson und Mark Pillay.
Roman Sadovskys Wettbewerbskarriere ist von großen Schwankungen in den Ergebnissen geprägt. So belegte er in der ISU-Grand-Prix-Serie 2019/20 einen dritten und einen drittletzten Platz, in der Grand-Prix-Serie 2021/22 einen 4. und einen letzten Platz.
2020 gewann Sadovsky die Kanadischen Meisterschaften. Er wurde zu den Vier-Kontinente-Meisterschaften entsandt, wo er den 16. Platz belegte. Für die Weltmeisterschaften 2020 war Sadovsky angemeldet, der Wettbewerb wurde aber aufgrund der COVID-19-Pandemie abgesagt.
In der Saison 2020/21 wurden weiterhin zahlreiche Wettbewerbe abgesagt, darunter auch die Kanadischen Meisterschaften. Sadovsky nahm mit Ausnahme der World Team Trophy nicht an Wettbewerben teil. Dort belegte er den 10., das kanadische Team insgesamt den 6. Platz.
2022 gewann Sadovsky bei den Kanadischen Meisterschaften die Silbermedaille hinter Keegan Messing. Beide zusammen vertraten Kanada sowohl bei den Olympischen Winterspielen in Beijing als auch bei den Eiskunstlauf-Weltmeisterschaften in Montpellier.
Bei den Olympischen Spielen gehörte Sadovsky dem kanadischen Team im Teamwettbewerb an. Er belegte einen 8. Platz im Kurzprogramm und einen 5. Platz in der Kür. Das kanadische Team erreichte insgesamt Platz 4 (vorläufiges Ergebnis). Im individuellen Wettbewerb gelang ihm im Kurzprogramm keiner seiner Sprünge, so dass er sich nicht für die Kür qualifizierte und den Wettbewerb auf dem letzten Platz beendete.
Bei den Weltmeisterschaften konnte Sadovsky dagegen beide Programme ohne Stürze zeigen und sich auf dem 12. Rang platzieren. So sicherte er mit Keegan Messing, der den 14. Platz erreichte, wieder zwei Quotenplätze für Kanada für die Weltmeisterschaften 2023.
Die Saison 2022/23 begann für Sadovsky erfolgreich mit einer Bronzemedaille bei der Nebelhorn Trophy. In der Grand-Prix-Serie erreichte er einen 6. und einen 5. Platz. Bei den Kanadischen Meisterschaften 2023 lag Sadovsky nach einem misslungenen Kurzprogramm auf dem 13. Platz; mit einem 5. Platz in der Kür konnte er sich auf den 8. Gesamtrang verbessern.

## Ergebnisse
| Meisterschaft/Saison                                                                              | 12/13 | 13/14 | 14/15 | 15/16 | 16/17 | 17/18 | 18/19 | 19/20 | 20/21          | 21/22  | 22/23 | 23/24 |
| ------------------------------------------------------------------------------------------------- | ----- | ----- | ----- | ----- | ----- | ----- | ----- | ----- | -------------- | ------ | ----- | ----- |
| Olympische Winterspiele                                                                           |       |       |       |       |       |       |       |       |                | 29.    |       |       |
| Weltmeisterschaften                                                                               |       |       |       |       |       |       |       | A     |                | 12.    |       |       |
| Vier-Kontinente-Meisterschaften                                                                   |       |       |       |       |       |       |       | 16.   |                |        |       |       |
| Kanadische Meisterschaften                                                                        | Z     | 8.    | 4.    | 9.    | 9.    | 7.    | 7.    | 1.    | A              | 2.     | 8.    | 6.    |
| Grand-Prix-Serie/Saison                                                                           | 12/13 | 13/14 | 14/15 | 15/16 | 16/17 | 17/18 | 18/19 | 19/20 | 20/21          | 21/22  | 22/23 | 23/24 |
| Skate America                                                                                     |       |       |       |       |       | 10.   |       |       |                |        | 5.    |       |
| Skate Canada                                                                                      |       |       |       |       |       |       | 12.   | 10.   | A              | 12.    |       | Z     |
| Rostelecom Cup                                                                                    |       |       |       |       |       |       |       |       |                | 4.     |       |       |
| NHK Trophy                                                                                        |       |       |       |       |       |       |       | 3.    |                |        |       |       |
| MK John Wilson Trophy                                                                             |       |       |       |       |       |       |       |       |                |        | 6.    |       |
| Challenger-Serie/Saison                                                                           | 12/13 | 13/14 | 14/15 | 15/16 | 16/17 | 17/18 | 18/19 | 19/20 | 20/21          | 21/22  | 22/23 | 23/24 |
| Autumn Classic International                                                                      |       |       |       |       |       |       | 3.    |       |                |        |       |       |
| Finlandia Trophy                                                                                  |       |       |       |       |       | 10.   |       | 3.    |                |        |       | Z     |
| Golden Spin of Zagreb                                                                             |       |       |       |       | 7.    |       |       |       |                |        |       | Z     |
| Nebelhorn Trophy                                                                                  |       |       |       |       |       |       |       |       |                | 8.     | 3.    |       |
| Juniorenwettbewerb/Saison                                                                         | 12/13 | 13/14 | 14/15 | 15/16 | 16/17 | 17/18 | 18/19 | 19/20 | 20/21          | 21/22  | 22/23 | 23/24 |
| Olympische Jugend-Winterspiele                                                                    |       |       |       | 4.    |       |       |       |       |                |        |       |       |
| Juniorenweltmeisterschaften                                                                       |       | 13.   | 14.   |       | 17.   |       |       |       |                |        |       |       |
| Junior-Grand-Prix-Finale                                                                          |       |       | 5.    | 6.    |       |       |       |       |                |        |       |       |
| Junior Grand Prix Belarus                                                                         |       | 8.    |       |       |       |       |       |       |                |        |       |       |
| Junior Grand Prix Tschechien                                                                      |       |       | 1.    |       |       |       |       |       |                |        |       |       |
| Junior Grand Prix Estland                                                                         |       |       |       |       | 2.    |       |       |       |                |        |       |       |
| Junior Grand Prix Deutschland                                                                     |       |       | 4.    |       |       |       |       |       |                |        |       |       |
| Junior Grand Prix Japan                                                                           |       |       |       |       | 5.    |       |       |       |                |        |       |       |
| Junior Grand Prix Lettland                                                                        |       | 14.   |       |       |       |       |       |       |                |        |       |       |
| Junior Grand Prix Polen                                                                           |       |       |       | 3.    |       |       |       |       |                |        |       |       |
| Junior Grand Prix Slowakei                                                                        |       |       |       | 1.    |       |       |       |       |                |        |       |       |
| Junior Grand Prix Slowenien                                                                       | 10.   |       |       |       |       |       |       |       |                |        |       |       |
| Junior Grand Prix USA                                                                             | 3.    |       |       |       |       |       |       |       |                |        |       |       |
| Teamwettbewerb/Saison                                                                             | 12/13 | 13/14 | 14/15 | 15/16 | 16/17 | 17/18 | 18/19 | 19/20 | 20/21          | 21/22  | 22/23 |       |
| Olympische Winterspiele                                                                           |       |       |       |       |       |       |       |       |                | 4. (T) |       |       |
| World Team Trophy                                                                                 |       |       |       |       |       |       |       |       | 6. (T) 10. (P) |        |       |       |
| A = Wettbewerb abgesagt; Z = Teilnahme zurückgezogen; T = Teamergebnis; P = persönliches Ergebnis |       |       |       |       |       |       |       |       |                |        |       |       |